# ميان محمد شريف (عالم رياضيات)
ميان محمد شريف (1917 - 22 أكتوبر 1997) هو عالم رياضيات باكستاني وكبير بيروقراطي. من عام 1974 حتى عام 1981 شغل منصب خبير معاينة عام في هيئة المسح الباكستانية وعمل لفترة وجيزة كبير العلماء في هيئة المسح الجيولوجي الباكستانية.

## سيرته الشخصية
ولد ميان محمد شريف في شرق البنجاب وتلقى تعليمه في كلية داف (DAV)، كما التحق بجامعة عليكرة الإسلامية (AMU) حيث حصل على بكالوريوس وماجستير في الرياضيات، وبعد AMU انتقل إلى لاهور للالتحاق بجامعة الكلية الحكومية حيث حصل على درجة الدكتوراه في الرياضيات من جامعة الكلية الحكومية، وعمل لفترة وجيزة كباحث ما بعد الدكتوراه في جامعة عليكرة الإسلامية. انضم إلى هيئة المسح الجيولوجي البريطانية (BGS) واختير في هيئة المسح الجيولوجي لباكستان عام 1947 حيث عمل كعالم أبحاث هناك.
في هيئة المسح الجيولوجي لباكستان انخرط عمله بشكل أساسي في الدراسة المكثفة لخرائط خطوط المنسوب في باكستان. في السبعينيات نُقِل إلى هيئة المسح الباكستانية وعمل بالتنسيق الوثيق مع الجيش في مشروع سري للقنبلة الذرية. شارك عمله بشكل أساسي في الدراسات الرياضية للمعادن والمواد. في 1974-1981 عُيِّن في منصب مساح عام كما عُيِّن مديرًا لبرنامج مسح مواقع التجارب النووية. في عام 1983 نُقل إلى هيئة المسح الجيولوجي لباكستان مرة أخرى حيث واصل أبحاثه حول المعادن والمواد.

## روابط خارجية
- مسح باكستان